# 异翅鱼藤
异翅鱼藤（学名：Derris malaccensis）为豆科鱼藤属下的一个种。

## 扩展阅读
- 維基物種上的相關：异翅鱼藤